# Cinzio Scagliotti
Cinzio Scagliotti (Alessandria, 26 marzo 1911 – Firenze, 26 dicembre 1985) è stato un calciatore e allenatore di calcio italiano.

## Biografia
Buon giocatore degli anni trenta, militò in squadre di alto livello come Alessandria, Fiorentina, Juventus e Milan, prima di chiudere la carriera in Serie C; di ruolo attaccante, fu prevalentemente mezzala sinistra, venendo all'occorrenza schierato anche come centravanti.
Dopo la fine della carriera di calciatore allenò, dedicandosi in particolar modo e per lungo tempo all'attività giovanile.
Morì nel 1985, all'età di 74 anni; la Società Sportiva Audace Galluzzo gli ha dedicato un torneo giovanile di calcio a carattere regionale, riservato alla categoria esordienti.

## Carriera

### Calciatore
Esordì in Serie A a 18 anni, nella gara Modena-Alessandria (0-1) del 2 febbraio 1930; a partire dal campionato 1930-1931 fu schierato titolare con continuità e attirò le attenzioni del commissario tecnico della Nazionale italiana Vittorio Pozzo, che nel 1933 lo convocò in Nazionale (non fu tuttavia schierato in alcuna partita degli azzurri) e delle squadre più ricche; nel 1932 fu vicino al trasferimento al Napoli, ma lasciò Alessandria solo l'anno dopo, quando venne ceduto alla Fiorentina.
Con i viola esordì anche a livello internazionale il 23 giugno 1935, nella gara di Coppa dell'Europa Centrale contro l'Újpest, vinta dai toscani per 4-3.
Lasciò Firenze nel 1937 per giocare, da riserva, nella Juventus e poi nel Milan. Militò infine in terza serie, vestendo le maglie di varie squadre (Prato, Salernitana, Baratta Battipaglia e Forlimpopoli).

### Allenatore
Smessi i panni di giocatore, indossò quelli di allenatore nelle serie minori, con Forlimpopoli, Colligiana e Cesena (subentrò ad Arnaldo Pantani durante il campionato di Serie C 1949-1950).
Dalla fine degli anni cinquanta fu istruttore presso il Nucleo Addestramento Giovani Calciatori di Firenze; fu pigmalione di Luciano Chiarugi e Andrea Orlandini, che vestirono le maglie della Fiorentina e della Nazionale italiana, e di Adriano Lombardi. Il suo lavoro con le nuove leve fu premiato, nel 1973, con l'assegnazione del premio «Seminatore d'oro» per le giovanili.

## Statistiche

### Presenze e reti nei club
| Stagione            | Squadra             | Campionato          | Campionato | Campionato | Coppe nazionali | Coppe nazionali | Coppe nazionali | Coppe europee | Coppe europee | Coppe europee | Totale | Totale |
| Stagione            | Squadra             | Comp                | Pres       | Reti       | Comp            | Pres            | Reti            | Comp          | Pres          | Reti          | Pres   | Reti   |
| ------------------- | ------------------- | ------------------- | ---------- | ---------- | --------------- | --------------- | --------------- | ------------- | ------------- | ------------- | ------ | ------ |
| 1929-1930           | Alessandria         | A                   | 15         | 4          | –               | –               | –               | –             | –             | –             | 15     | 4      |
| 1930-1931           | Alessandria         | A                   | 23         | 6          | –               | –               | –               | –             | –             | –             | 23     | 6      |
| 1931-1932           | Alessandria         | A                   | 28         | 10         | –               | –               | –               | –             | –             | –             | 28     | 10     |
| 1932-1933           | Alessandria         | A                   | 32         | 7          | –               | –               | –               | –             | –             | –             | 32     | 7      |
| Totale Alessandria  | Totale Alessandria  | Totale Alessandria  | 98         | 27         | –               | –               | –               | –             | –             | –             | 98     | 27     |
| 1933-1934           | Fiorentina          | A                   | 17         | 3          | –               | –               | –               | –             | –             | –             | 17     | 3      |
| 1934-1935           | Fiorentina          | A                   | 27         | 6          | –               | –               | –               | CEC           | 1             | 0             | 28     | 6      |
| 1935-1936           | Fiorentina          | A                   | 27         | 9          | CI              | 2               | 1               | –             | –             | –             | 29     | 9      |
| Totale Fiorentina   | Totale Fiorentina   | Totale Fiorentina   | 71         | 18         | –               | 2               | 1               | –             | 1             | 0             | 74     | 19     |
| 1936-1937           | Juventus            | A                   | 18         | 5          | CI              | 1               | 0               | –             | –             | –             | 19     | 5      |
| 1937-1938           | Milan               | A                   | 1          | 0          | CI              | 2               | 0               | –             | –             | –             | 3      | 0      |
| 1938-1939           | Milan               | A                   | 9          | 1          | –               | –               | –               | –             | –             | –             | 9      | 1      |
| Totale Milan        | Totale Milan        | Totale Milan        | 10         | 1          | –               | 2               | 0               | –             | –             | –             | 12     | 1      |
| 1939-1940           | Prato               | C                   | 16         | 2          | CI              | ?               | ?               | –             | –             | –             | 16+    | 2+     |
| 1940-1941           | Salernitana         | C                   | 15         | 1          | CI              | 1               | 0               | –             | –             | –             | 16     | 1      |
| 1941-1942           | Baratta             | C                   | ?          | ?          | –               | –               | –               | –             | –             | –             | ?      | ?      |
| 1942-1943           | Forlimpopoli        | C                   | ?          | ?          | –               | –               | –               | –             | –             | –             | ?      | ?      |
| 1944                | Forlimpopoli        | A. It.              | 1+         | 0+         | –               | –               | –               | –             | –             | –             | 1+     | 0      |
| Totale Forlimpopoli | Totale Forlimpopoli | Totale Forlimpopoli | 1+         | 0+         | –               | –               | –               | –             | –             | –             | 1+     | 0+     |
| Totale carriera     | Totale carriera     | Totale carriera     | 226+       | 55+        | –               | 6+              | 1+              | –             | 1             | 0             | 233+   | 56+    |

## Palmarès

### Giocatore

#### Competizioni regionali
- Campionato toscano di guerra: 1

Fiorentina: 1944-1945